# NGC 2385
NGC 2385 is een spiraalvormig sterrenstelsel in het sterrenbeeld Tweelingen. Het hemelobject werd op 4 februari 1793 ontdekt door de Duits-Britse astronoom William Herschel.

## Synoniemen
- MCG 6-17-8
- ZWG 177.20
- PGC 21080